# Абайтикау
Абайтика́у (осет. Абайтыхъæу — «селение Аба́евых») — село в Алагирском районе Республики Северная Осетия-Алания. Входит в состав Цейского сельского поселения.

## Географическое положение
Селение расположено на правом берегу реки Сурагатдон, в центральной части Алагирского района. Находится в 1 км к северо-востоку от центра сельского поселения Нижний Цей, в 52 км к югу от районного центра Алагир и в 85 км к юго-западу от Владикавказа.

## История
Вырос из поселения Абайтикау, располагавшегося к северо-востоку от Нижнего Цея.

## Население
| 2002 | 2010 | 2021 |
| ---- | ---- | ---- |
| 0    | ↗42  | ↘10  |